# Allyn Joslyn
Allyn Joslyn (Milford, 21 de julho de 1901 - Los Angeles, 21 de janeiro de 1981) foi um ator estadunidense. Ele apareceu em mais de 3.500 programas de rádio em nove anos, e em peças da Broadway como Boy Meets Girl de 1935 e Arsenic and Old Lace de 1941. Joslyn fez sua estréia no cinema em 1937 como um jornalista de sangue frio em Esquecer, Nunca!, e se estabeleceu como um dos atores mais versáteis de Hollywood.

## Filmografia
- They Won't Forget (1937) - Bill Brock
- Expensive Husbands (1937) - Joe Craig
- Hollywood Hotel (1937) - Bernie Walton
- The Shining Hour (1938) - Roger Q. Franklin
- Sweethearts (1938) - Dink
- Cafe Society (1939) - Sonny De Witt
- Only Angels Have Wings (1939) - Les Peters
- Fast and Furious (1939) - Ted Bentley
- If I Had My Way (1940) - Jarvis Johnson
- The Great McGinty (1940) - George
- No Time for Comedy (1940) - Morgan Carrell
- Spring Parade (1940) - Count Zorndorf
- This Thing Called Love (1940) - Harry Bertrand
- I Wake Up Screaming (1941) - Larry Evans
- Bedtime Story (1941) - William Dudley
- The Wife Takes a Flyer (aka A Yank In Dutch) (1942) - Major Zellfritz
- The Affairs of Martha (1942) - Joel Archer
- My Sister Eileen (1942) - Chic Clark
- Immortal Sergeant (1943) - Cassidy
- Young Ideas (1943) - Adam Trent
- Heaven Can Wait (1943) - Albert Van Cleve
- Dangerous Blondes (1943) - Barry Craig
- The Impostor (1944) - Bouteau
- Bride by Mistake (1944) - Phil Vernon
- Sweet and Low-Down (1944) - Lester Barnes
- Strange Affair (1944) - Bill Harrison
- The Horn Blows at Midnight (1945) - Second Trumpeter / Osidro
- Junior Miss (1945) - Harry Graves
- Colonel Effingham's Raid (1946) - Earl Hoats
- It Shouldn't Happen to a Dog (1946) - Henry Barton
- The Thrill of Brazil (1946) - John Habour
- The Shocking Miss Pilgrim (1947) - Leander Woolsey
- If You Knew Susie (1948) - Mike Garrett
- Moonrise (1948) - Sheriff Clem Otis
- The Lady Takes a Sailor (1949) - Ralph Whitcomb
- Harriet Craig (1950) - Billy Birkmire
- As Young as You Feel (1951) - George Hodges
- The Jazz Singer (1952) - George Miller
- I Love Melvin (1953) - Frank Schneider
- Titanic (1953) - Earl Meeker
- Island in the Sky (1953) - J.H. Handy
- The Fastest Gun Alive (1956) - Harvey Maxwell
- You Can't Run Away from It (1956) - Joe Gordon, Editor
- Public Pigeon No. 1 (1957) - Harvey Baker
- Nightmare in the Sun (1965) - Rock Club leader
- The Brothers O'Toole (1973) - Sheriff Ed Hatfield